# 回転木馬に僕と猫
「回転木馬に僕と猫」（かいてんもくばにぼくとねこ）は、2010年12月 - 2011年1月に、NHKの音楽番組『みんなのうた』で放送された楽曲。作詞、作曲、歌：中山うり。

## 概要
2010年12月8日にiTunesネット配信で販売された楽曲。本曲以外にも他4曲が収録されている。また2011年2月16日に発売されたアルバム「VIVA」にも収録された。
失恋を経験した「僕」が「猫」に語りかける様子を2人が回転木馬に乗っているという空想に乗せて描いた楽曲である。
「みんなのうた」では、5分間1曲枠で放送された。
番組内の放送で使用されたCGアニメーションの映像は、番組初参加の松本弘が制作しており、細部まで緻密に描き込んだCGアニメーションで、「僕」の心の旅を繊細に表現している。
初回放送から6年後の2016年12月 - 2017年1月に初めて再放送された。